# Castello di Hohenbaden
Il castello di Hohenbaden (quando fu fondato, borgo di Hohenbaden, oggi antico castello) di Baden-Baden fu la sede dei margravi di Baden nel Medioevo. Il castello, diede poi il nome allo stato del Baden.

## Descrizione
Il castello fu costruito come primo centro governativo dei margravi del Limburgo dopo il trasferimento del loro dominio sull'Alto Reno sul versante occidentale dell'altura rocciosa Battert sopra quello che allora era chiamato Baden. L'inizio della costruzione si ritiene sia stata ad opera di Ermanno II di Baden (1074-1130), intorno al 1100. Dal 1112 i margravi si chiamarono di Baden.
Il castello inferiore gotico fu creato ai tempi del Margravio Bernardo I di Baden (1372-1431), poi ampliato per diventare il centro di rappresentanza del margravio Giacomo I di Baden (1431-1453). Il componente più importante è il Bernhardsbau (costruito intorno al 1400), la cui colonna al piano terra serviva a sostenere la possente volta con uno stemma portato da angeli. Al momento del suo massimo splendore il castello aveva 100 stanze. Nello stesso secolo, il Margravio Cristoforo I di Baden ampliò il castello Nuovo nella città di Baden, che fu iniziato nel 1370, e vi trasferì la residenza nel 1479. Il vecchio castello fu distrutto da un incendio nel 1599. Le rovine non furono sistemate fino a dopo il 1830.

## Utilizzo attuale
Il vecchio castello è uno dei monumenti dello stato ed è curato dai palazzi e dai giardini statali del Baden-Württemberg. Dalla sua torre si ha una buona vista panoramica sulla città di Baden-Baden e una vista in lontananza della pianura del Reno e dei Vosgi. Anche il cortile del castello in rovina merita una visita. Le visite al castello e alla torre sono gratuite.
Il castello è un famoso punto di partenza per escursioni sul Battert con le sue promettenti rocce protette e una foresta di incantesimi.
Una grande arpa eolia si trova tra le rovine della sala dei cavalieri del vecchio castello. L'arpa, costruita nel 1999, ha un'altezza totale di 4,10 metri e 120 corde ed è stata progettata e costruita dal musicista e produttore di arpe Rüdiger Oppermann, che l'ha descritta come la più grande arpa eolica in Europa. Dal 1851 al 1920 c'era una piccola arpa eolia nella sala dei cavalieri del vecchio castello.

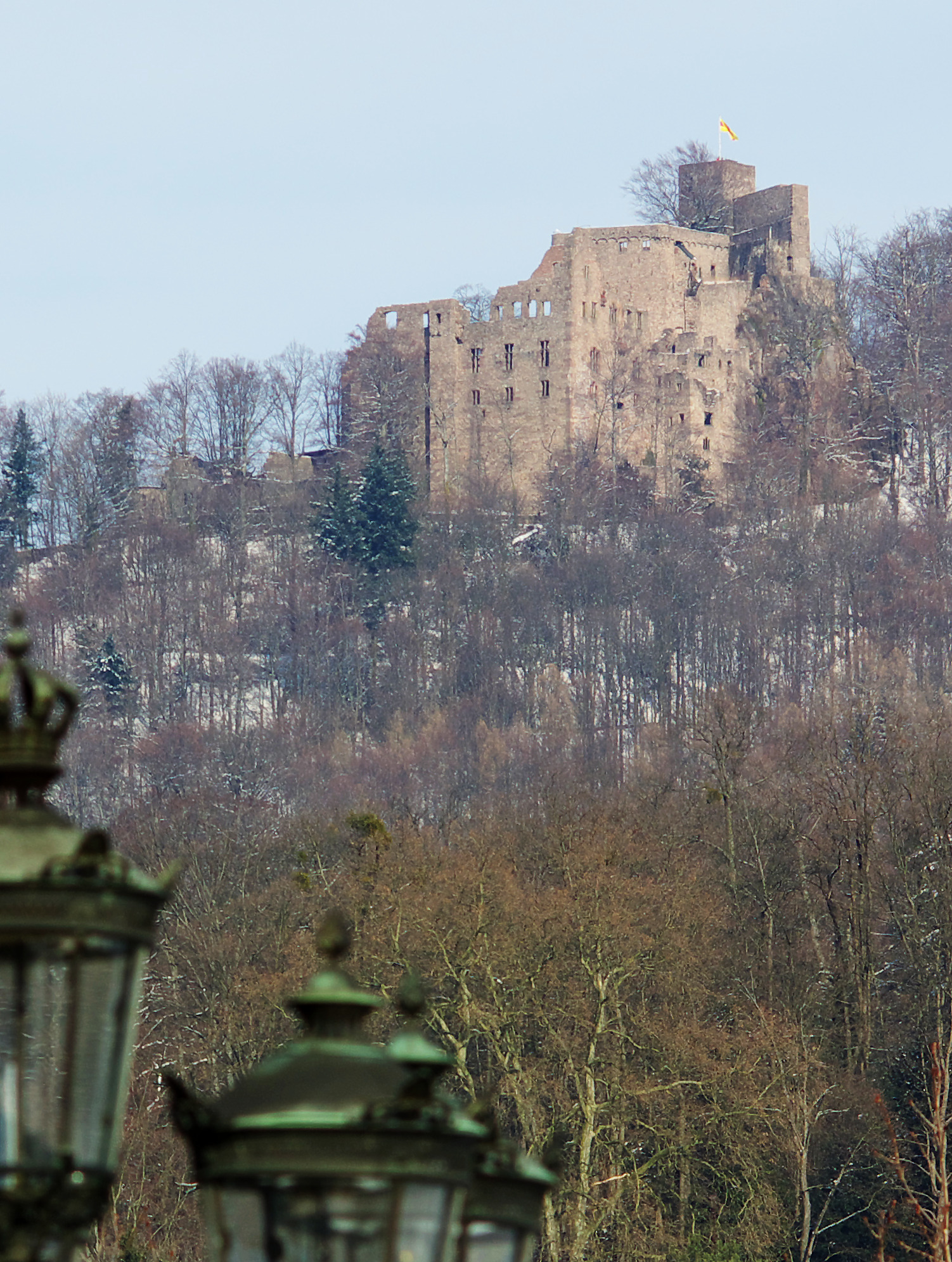
Vista dal Kurhaus
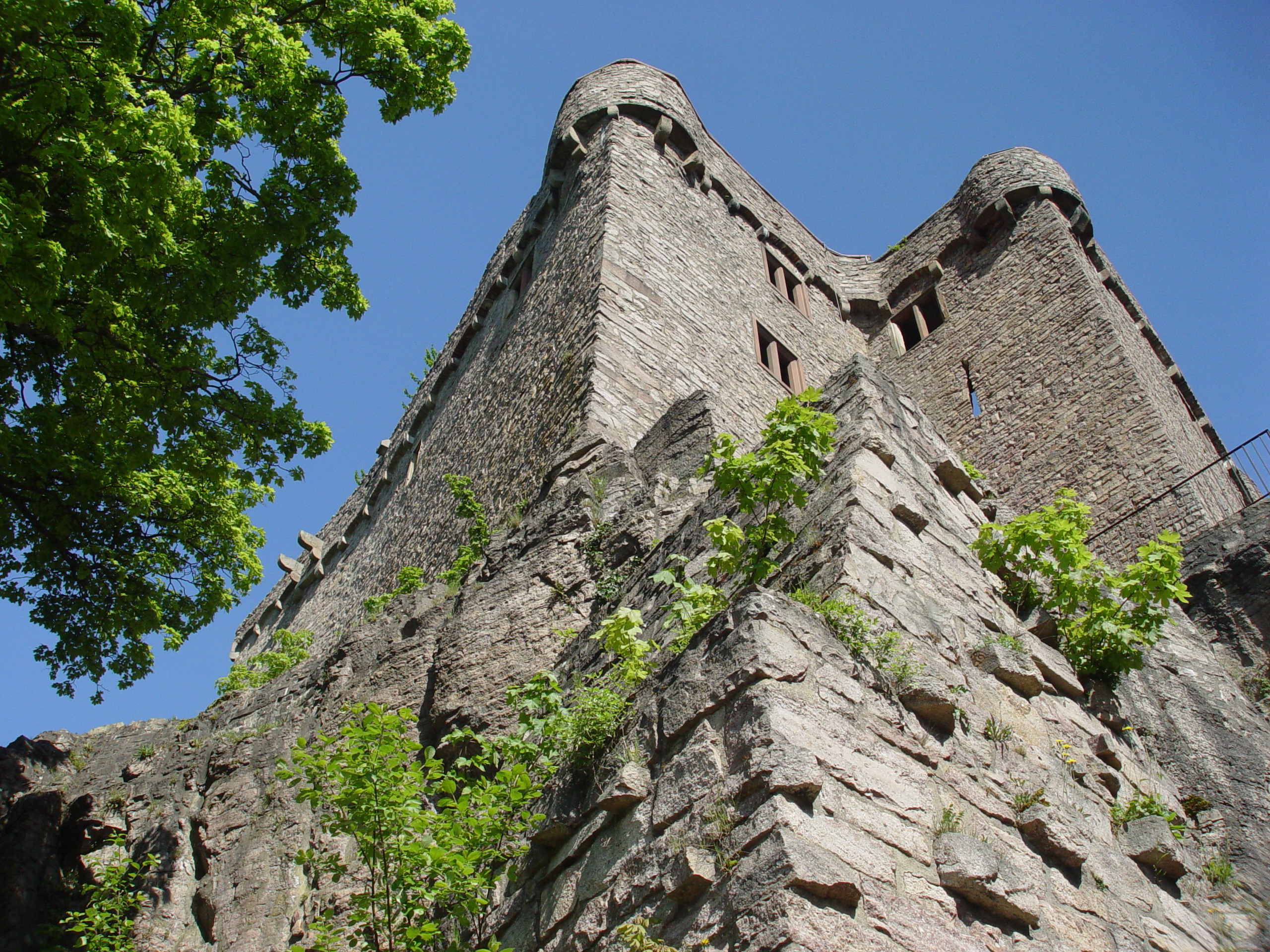
Muro della fortezza
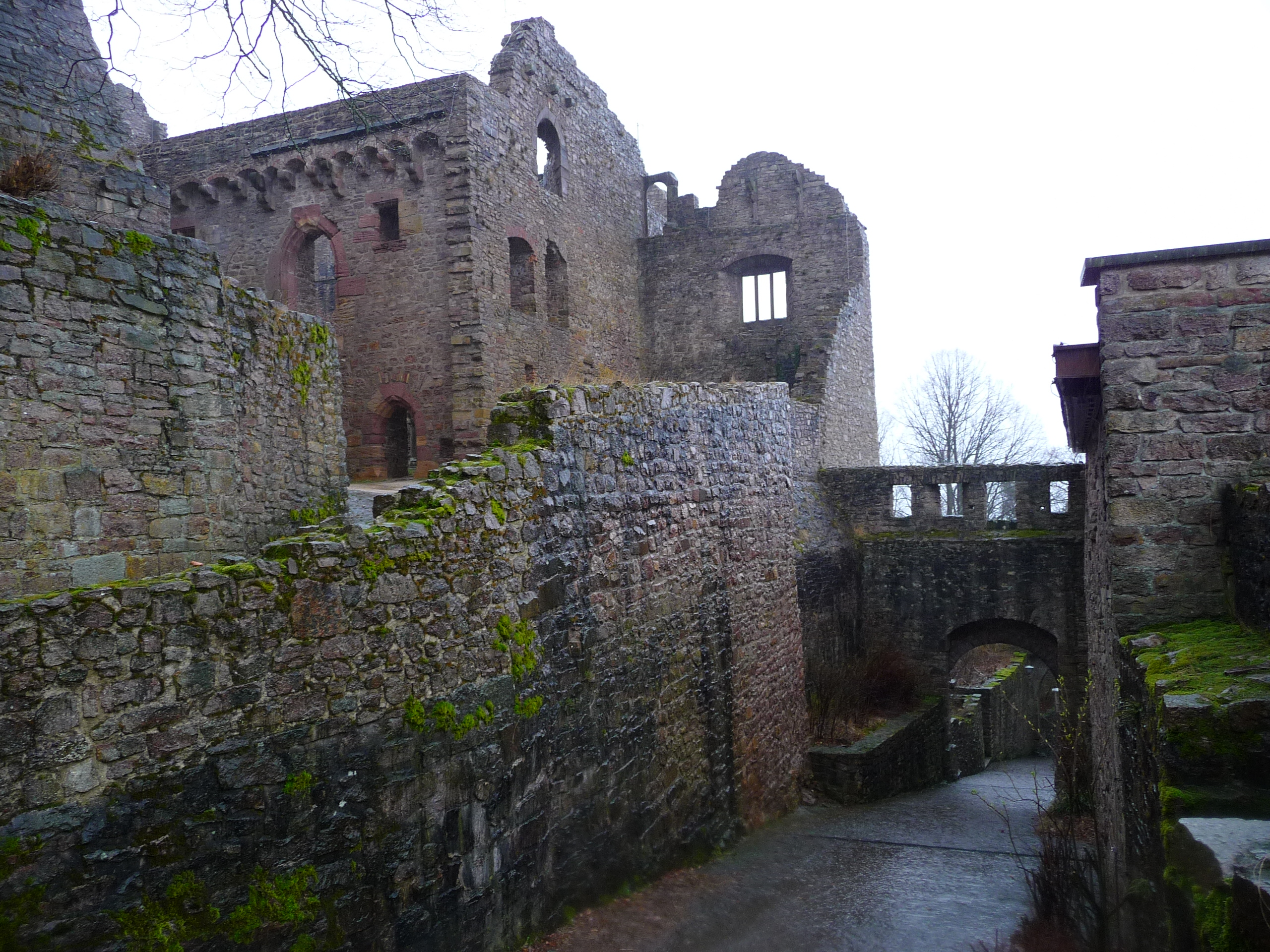
Interno del castello
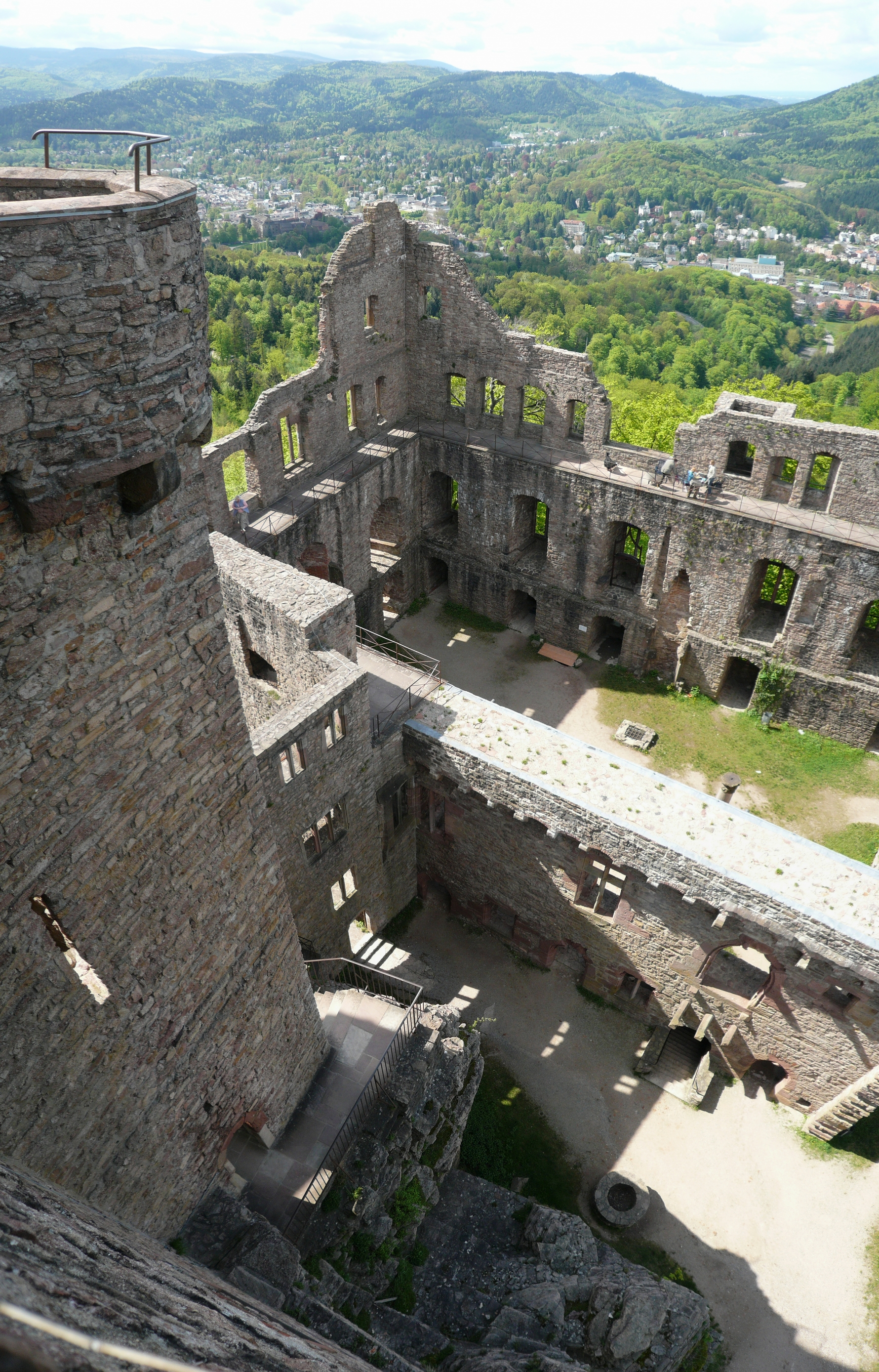
Castello di Hohenbaden
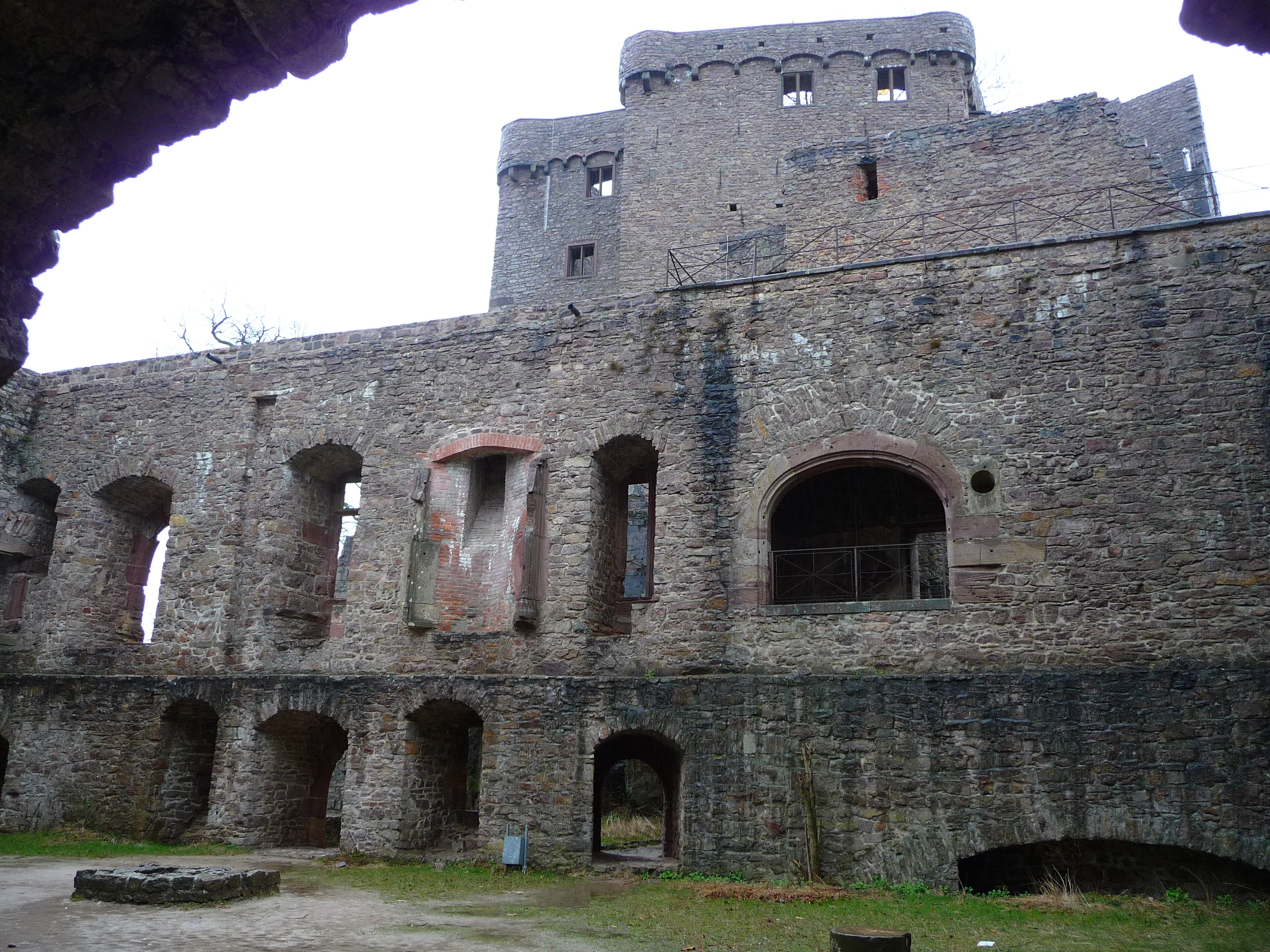
Vista dalla sala dei cavalieri (distrutta)
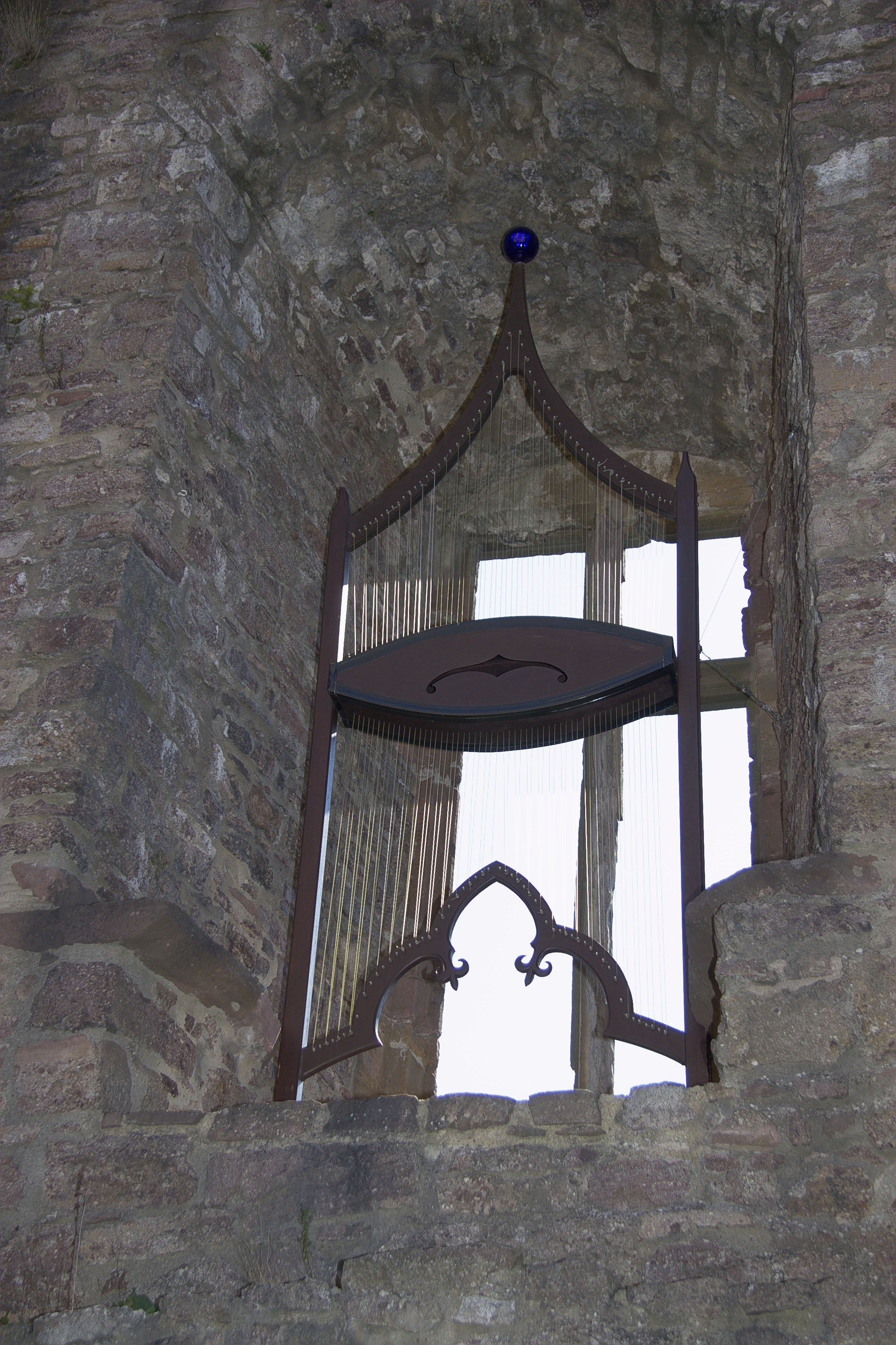
Arpa del vento nella sala dei cavalieri
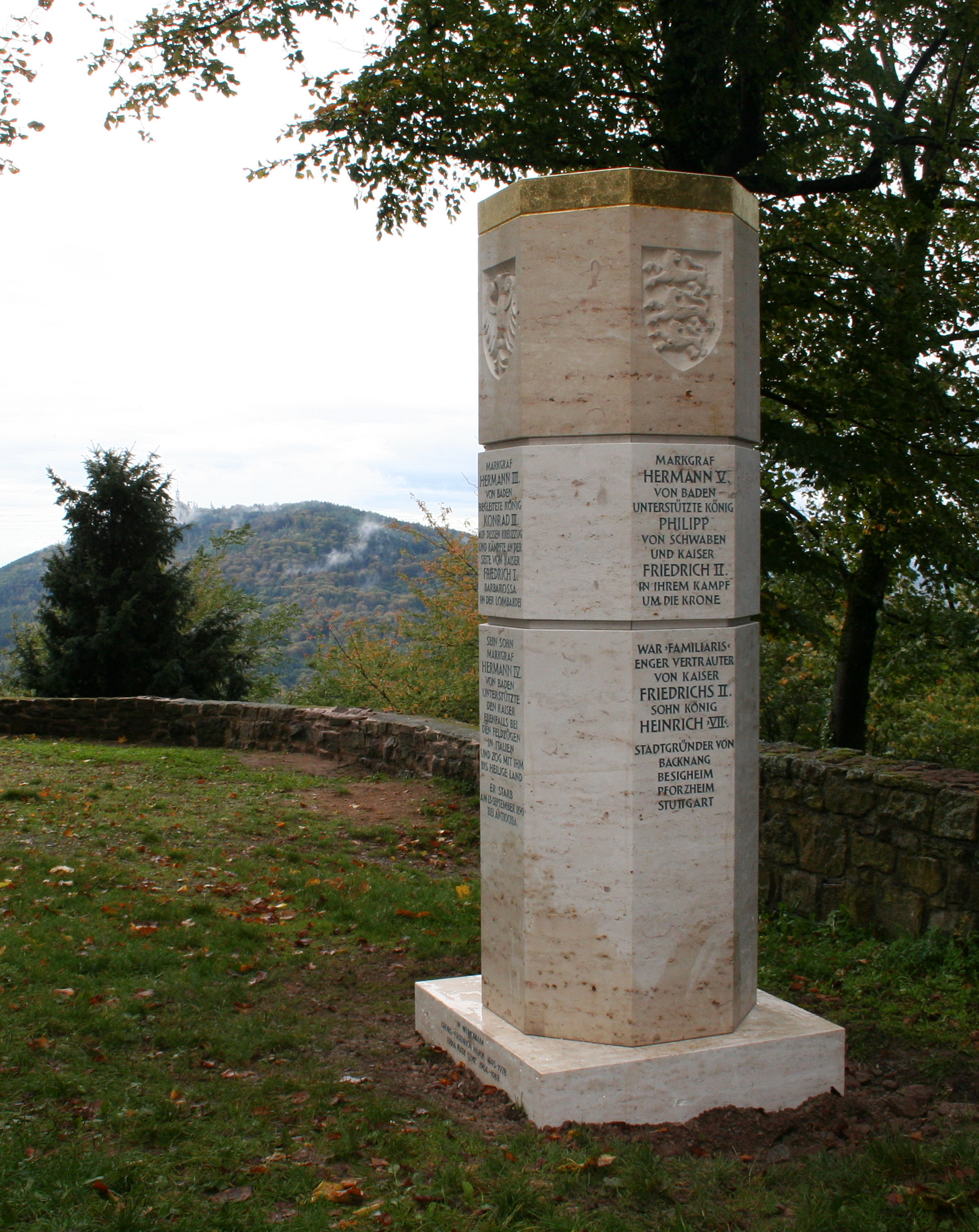
Stauferstele (2014)